# Венорд
Венорд (нід. Veenoord) — село в нідерландській провінції Дренте. Входить до муніципалітету Еммен.
Його площа становить 4,85 км², а населення станом на 2021 рік складало 2 120 осіб.

## Галерея

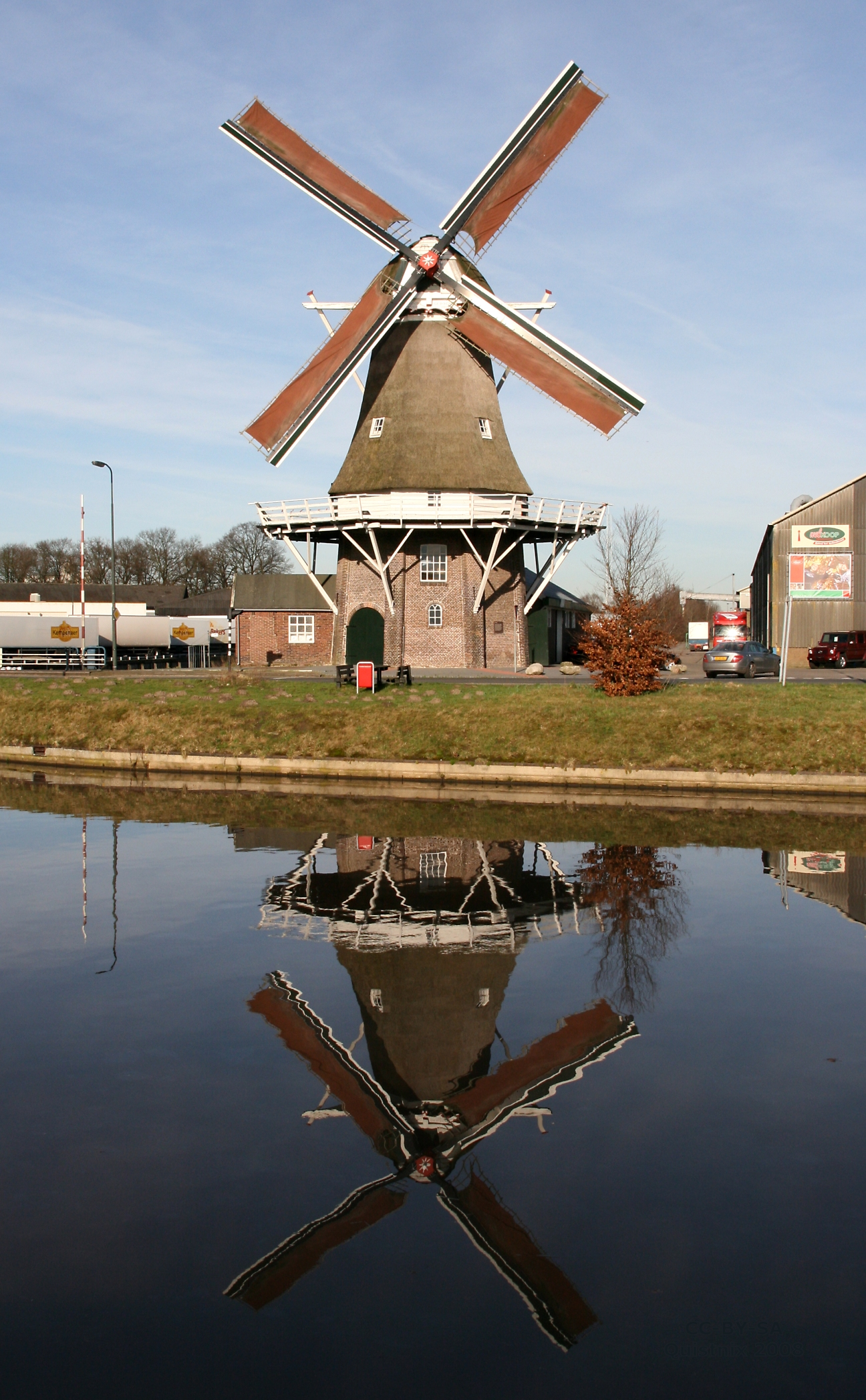
Вітряк Nooitgedacht
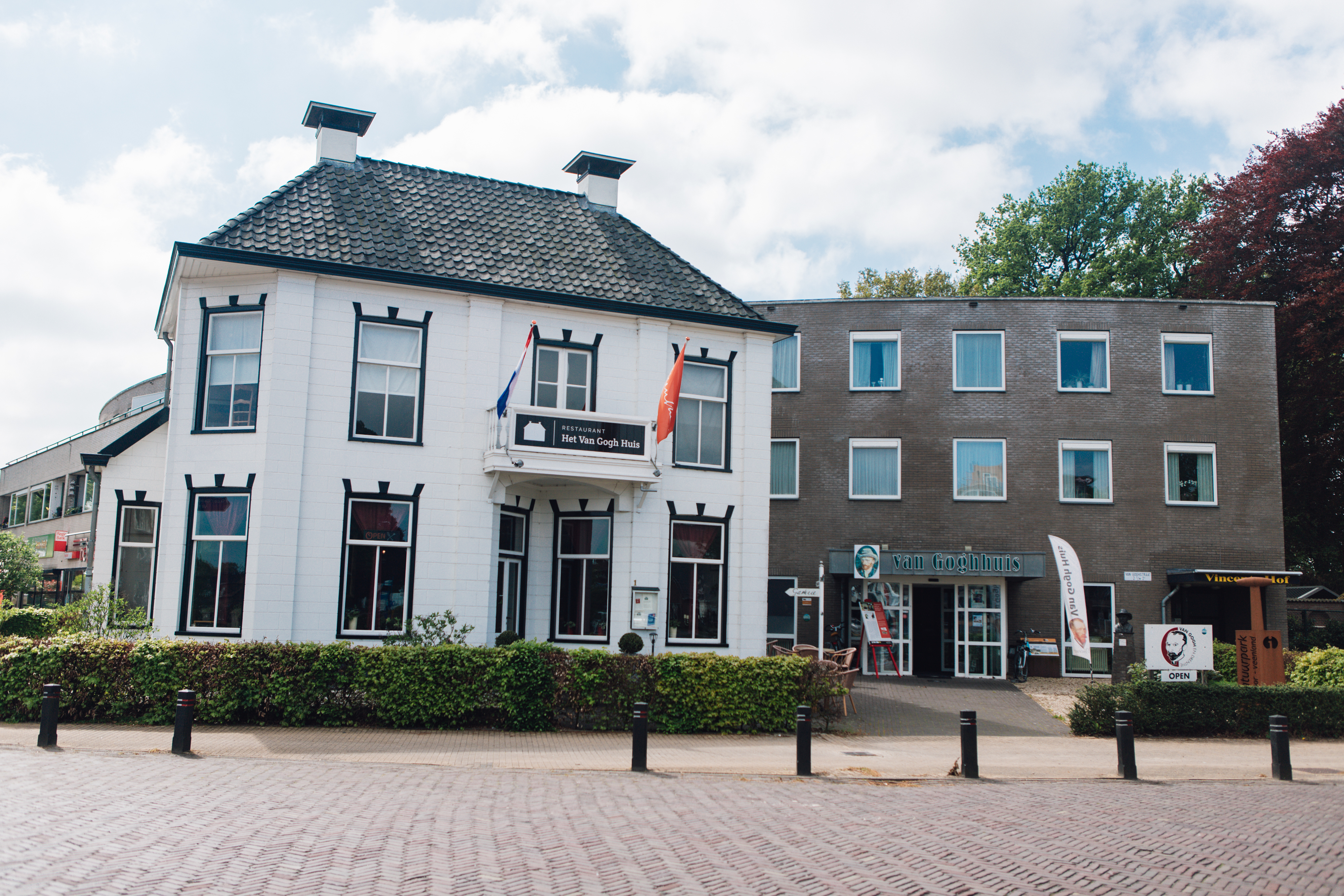
Готель Scholte Inn
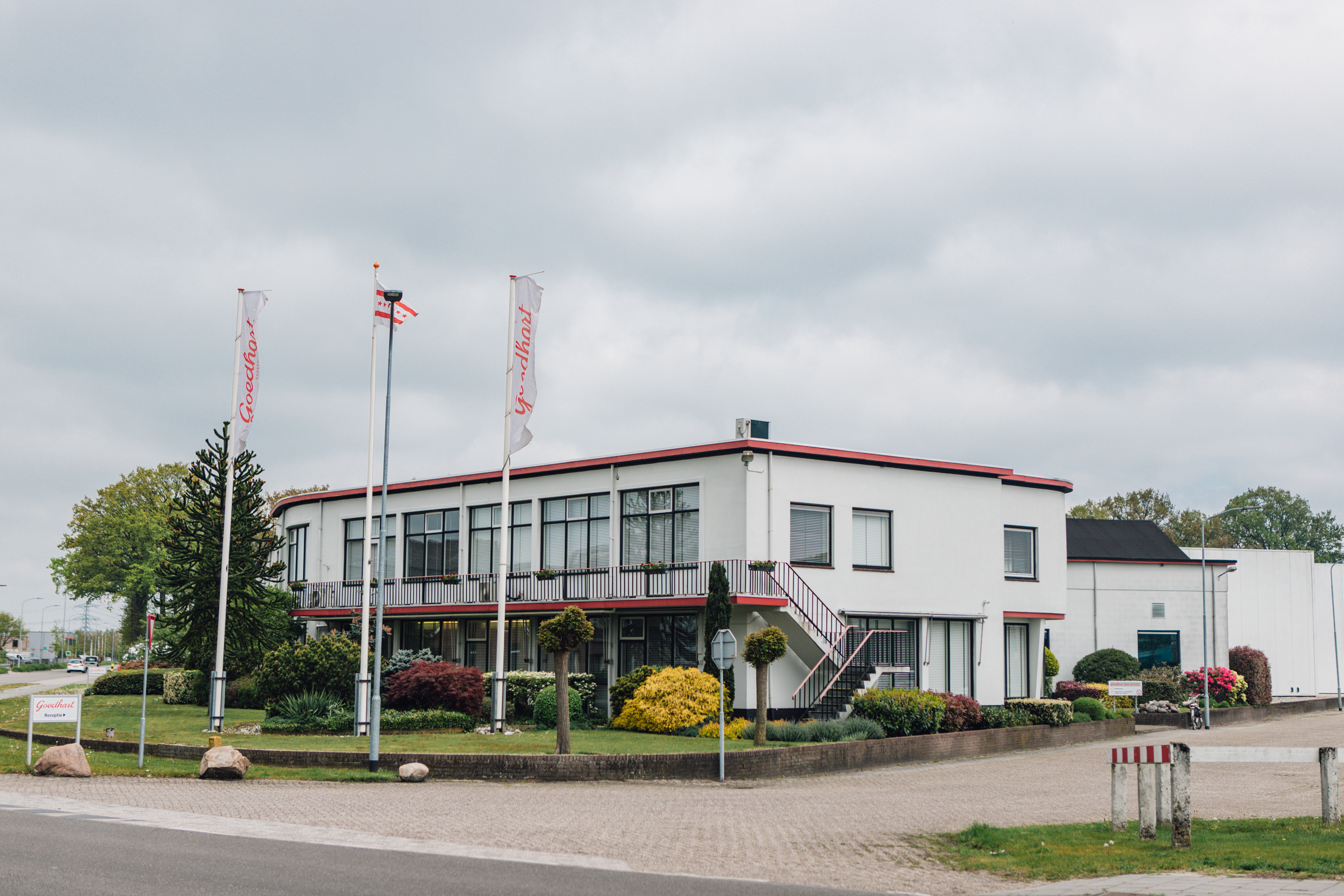
Пекарня у селі
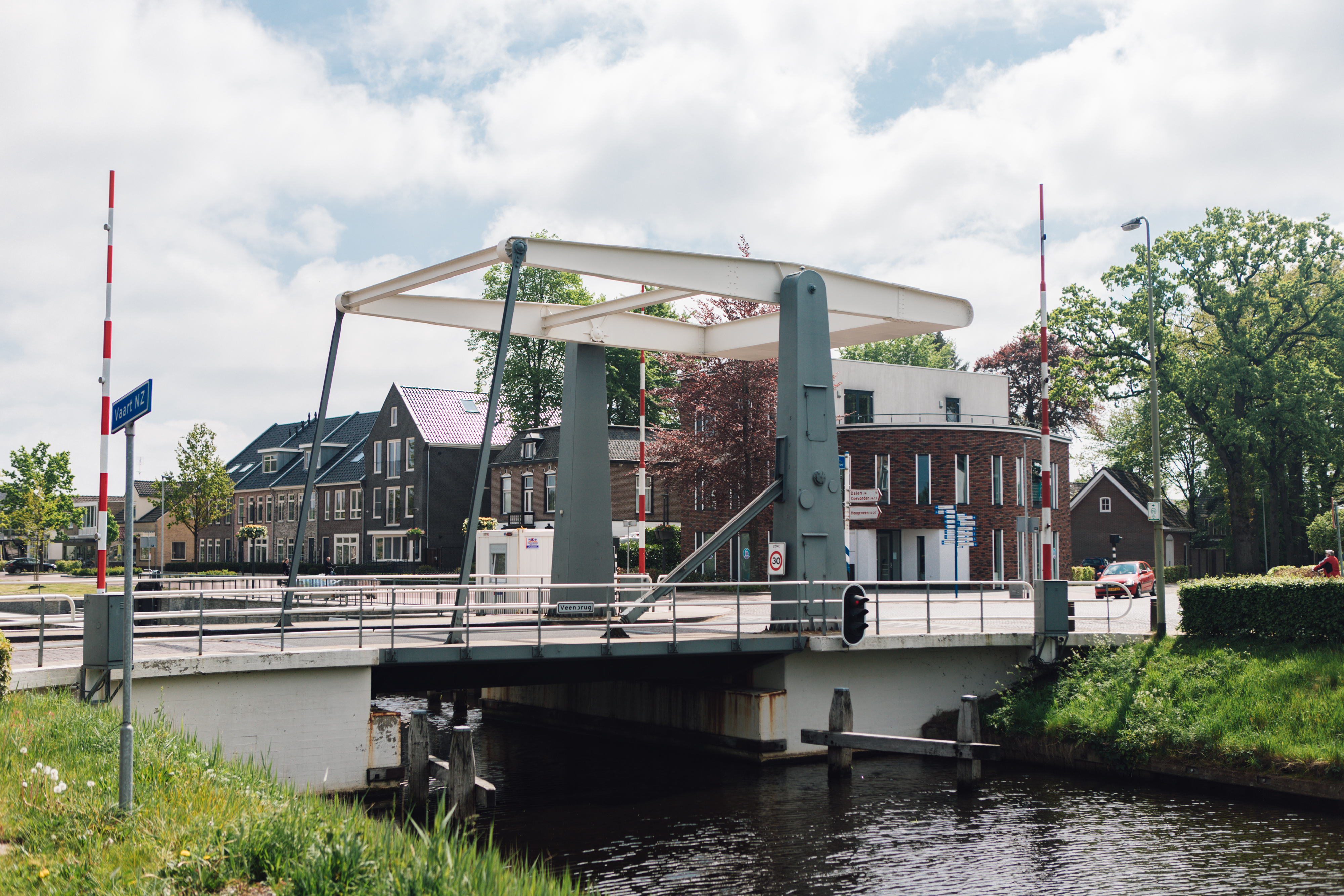
Розводний міст у Венорді